# Melitón de la Mora
Melitón de la Mora fue un político mexicano. Nació el 1 de abril de 1907 en Colima, Colima. Fue Secretario particular y Secretario General de Gobierno con Manuel Gudiño, además de Senador de la República y presidente fundador del Club de Leones de Colima en 1944.